# Meiothecium wattsii
Meiothecium wattsii är en bladmossart som beskrevs av Brotherus 1908. Meiothecium wattsii ingår i släktet Meiothecium och familjen Sematophyllaceae. Inga underarter finns listade i Catalogue of Life.